# Каменица (Маглај)
Каменица је насељено мјесто у општини Маглај, Босна и Херцеговина.

## Становништво
|             | 2013.      | 1991.       | 1981.       | 1971.        |
| Укупно      | 0 (0,000%) | 43 (100,0%) | 82 (100,0%) | 120 (100,0%) |
| Срби        | –          | 23 (53,49%) | 82 (100,0%) | 120 (100,0%) |
| Југословени | –          | 20 (46,51%) | –           | –            |